# Sébastien Lenté
Sébastien Lenté (San Quintín, 12 de enero de 1985) es un deportista francés que compitió en remo.
Ganó una medalla de plata en el Campeonato Mundial de Remo de 2008 y dos medallas en el Campeonato Europeo de Remo, en los años 2008 y 2009.

## Palmarés internacional
| Campeonato Mundial | Campeonato Mundial   | Campeonato Mundial | Campeonato Mundial |
| Año                | Lugar                | Medalla            | Prueba             |
| ------------------ | -------------------- | ------------------ | ------------------ |
| 2008               | Ottensheim (Austria) | Medalla de plata   | Dos con timonel    |
| Campeonato Europeo |                      |                    |                    |
| Año                | Lugar                | Medalla            | Prueba             |
| 2008               | Maratón (Grecia)     | Medalla de oro     | Ocho con timonel   |
| 2009               | Brest (Bielorrusia)  | Medalla de bronce  | Ocho con timonel   |